# 사회적 지위
사회적 지위(社會的地位)는 사회학과 인류학에서 사회 계층과 관련이 깊은 개념이다.

## 개념
사회적 지위란 주로 위신에 의거한 체계내의 위치 혹은 계층을 가리키는 말이다. 이 개념은 원래 근대사회에 있어서 상품관계의 원리로서의 자유나 법 앞에 평등이라는 사실의 후면에 존재하는 지배관계를 설명하기 위해서 만들어진 개념이다.
그러나 근대사회의 이러한 외관(外觀)에 대한 평가의 상위(相違)로부터, 이 현상의 이해를 둘러싸고 몇 개의 이견(異見)이 있다. 또 이 개념은 현대사회처럼 권력의 말단침투(末端浸透)가 현저하고 반대로 그 중추적 소재(中樞的所在)가 비인격화와 함께 확산하고 확인하기 어렵게 되는 큰 문제가 있다.
이렇게 권력이 눈에 보이지 않게 되는 것과 비례하여 사회적 지위는 마치 사람들의 평등을 전제로 한 교체(交替) 가능한 역할의 상위(相違)를 수반하는 현상에 지나지 않는 것처럼 보이기 쉽다. 그러나 얼핏 보기에는 일상적인 위신의 서열을 통하여 지배관계가 침투하고 있는 것이 보통이다.

### 지표
위신은 가시적(可視的)인 혹은 구체적인 대상이 아니기 때문에 그에 의거한 사회적 지위의 층을 확정하는 데는 곤란이 있다. 그 때문에 사회적 지위를 측정하는 데에도 여러 가지 상위점이 있다. 그 하나는 위신이 개인간의 상호평가란 점을 강조하여 개인이 자기에 관하여 혹은 타인에 대해서 내리는 주관적인 평가로 이것을 측정하는 방법이다.
전자의 경우는 귀속집단(歸屬集團)을 설정하여 "당신은 상류계급, 중류계급, 하류계급 중 어디에 속한다고 생각하십니까" 등을 질문한다. 이것은 귀속의식을 조사하는 것으로는 충분하지만 사회적 지위와 논리적으로 관계를 지우는데는 난점이 있다. 후자의 경우는 'A와 B 중 어느 편의 서열이 높은가'라고 하는 질문을 여러번 하여 상대적 상하관계를 생각해 낸다. 이것은 일정한 지역사회 등 서로 잘 알고 있는 한정된 범위 내에서밖에 사용할 수 없다. 그래서 거기에 보다 넓은 범위에 걸친 방법으로서 몇 개의 구체적인 직업을 들어 그 상대적 상하관계를 묻는 수도 있다.반대로 이러한 주관적 평가에 의하지 않고 일정한 객관적 지표(指標)를 사용하여 판단하는 방법도 있다.
지표로서 가장 많이 사용되는 것은 직업계층이나 수입이다. 또 위신의 현상에는 그 지위를 일부러 과시하기 위한 '자랑하기 위한 소비'(Veblen)와 기타 사회적 지위의 심벌이 따르는 주택·주거지·내구소비재의 소유, 교환관계 등 생활양식의 제측면도 지표로 사용된다. 또 전통적 지역 등에서는 가문이나 종교 등도 커다란 비중을 차지하는 일이 있다.사회적 지위의 서열은 전체사회나 지역사회의 계층구조가 변동하는데 따라 변화한다.
그리하여 이 변동을 지배구조의 변화에 매개하는 사회집단의 성격이나 인간관계가 어떠한 방향으로 움직이고 있는가를 추측하는 데 사용되고 있는 것이다.

## 귀족층
물질적 지위, 사회적 지위가 모두 뛰어난 그러한 문벌을 정치 가문이라고 하며, 기업인의 진화 형태를 재벌이라고 하며, 공무원의 진화 형태를 관료라고 하며, 운동가의 진화 형태를 정치인이라고 칭한다. 여기서 귀족층은 아비투스가 있는 계층을 의미하기에 재벌, 관료, 정치인만을 한정하고 있다.

## 같이 보기
- 귀속의식
- 내집단과 외집단
- 권력
- 사회 계급
- 사회적 불평등
- 사회 계층
- 사회 경제적 지위
- 지위 상징
- 한국사의 신분제도